# نوسنگی پیش از سفال ب
نوسنگی پیش از سفال ب (انگلیسی: Pre-Pottery Neolithic B) دوره‌ای تاریخی در دوران نوسنگی پیش از سفال پس از نوسنگی پیش‌ازسفال آ است. این دسته‌بندی تاریخی را کتلین کنیان که حفاری باستان‌شناسی شهر اریحا را بر عهده داشت نام‌گذاری کرده‌است. این دوران مراحل پایانی دوران نوسنگی پیش از سفال در آسیای غربی، به‌ویژه سرزمین شام، فلسطین، آناتولی، و هلال حاصل‌خیز است که در آن یکجانشینی و کشاورزی و دامپروری رواج یافته بود، ولی هنوز از سفال استفاده نمی‌شد. یکی از مهم‌ترین فناوری‌های این دوره چخماق است.